# Edymar Brea
Pour les articles homonymes, voir González.
Edymar Brea (née le 3 mars 1997) est une athlète vénézuélienne, spécialiste des courses de fond.

## Biographie
Elle est la sœur cadette de Joselyn Brea.
Le 10 avril 2021, à Torrevieja, elle établit un nouveau record national du 10 000 mètres en 33 min 9 s 93. Elle remporte deux médailles d'or lors des championnats d'Amérique du Sud 2021 à Guayaquil : sur 5 000 mètres dans le temps de 15 min 47 s 16 (record personnel battu) et sur 10 000 m dans le temps de 34 min 5 s 25.
Elle améliore son record en 2023 en réalisant 32 min 29 s 23.

## Palmarès
| Date | Compétition                    | Lieu      | Résultat | Épreuve  | Temps          |
| ---- | ------------------------------ | --------- | -------- | -------- | -------------- |
| 2021 | Championnats d'Amérique du Sud | Guayaquil | 1re      | 5 000 m  | 15 min 47 s 16 |
| 2021 | Championnats d'Amérique du Sud | Guayaquil | 1re      | 10 000 m | 34 min 5 s 25  |

### Records
| Épreuve  | Performance         | Lieu      | Date         |
| -------- | ------------------- | --------- | ------------ |
| 5 000 m  | 15 min 47 s 16      | Guayaquil | 30 mai 2021  |
| 10 000 m | 32 min 29 s 23 (NR) | Burjassot | 25 mars 2023 |